# Episodi di Reign (seconda stagione)
La seconda stagione della serie televisiva Reign, composta da 22 episodi, viene trasmessa dal 2 ottobre 2014 al 14 maggio 2015 sul canale statunitense The CW.
In Italia, la stagione è andata in onda a partire da mercoledì 28 ottobre 2015 su Rai 4, alle ore 18:45 circa, fino al 26 novembre 2015.
| nº | Titolo originale           | Titolo italiano           | Prima TV USA     | Prima TV Italia  |
| -- | -------------------------- | ------------------------- | ---------------- | ---------------- |
| 1  | The Plague                 | La peste                  | 2 ottobre 2014   | 28 ottobre 2015  |
| 2  | Drawn and Quartered        | Preso e squartato         | 9 ottobre 2014   | 29 ottobre 2015  |
| 3  | Coronation                 | L'incoronazione           | 16 ottobre 2014  | 30 ottobre 2015  |
| 4  | The Lamb and the Slaughter | Il battesimo              | 23 ottobre 2014  | 2 novembre 2015  |
| 5  | Blood for Blood            | Occhio per occhio         | 30 ottobre 2014  | 3 novembre 2015  |
| 6  | Three Queens               | Tre regine                | 6 novembre 2014  | 4 novembre 2015  |
| 7  | The Prince of the Blood    | Il principe del sangue    | 13 novembre 2014 | 5 novembre 2015  |
| 8  | Terror of the Faithful     | Terrore della fede        | 20 novembre 2014 | 6 novembre 2015  |
| 9  | Acts of War                | Atti di guerra            | 4 dicembre 2014  | 9 novembre 2015  |
| 10 | Mercy                      | Pietà                     | 11 dicembre 2014 | 10 novembre 2015 |
| 11 | Getaway                    | La fuga                   | 22 gennaio 2015  | 11 novembre 2015 |
| 12 | Banished                   | Bandita                   | 29 gennaio 2015  | 12 novembre 2015 |
| 13 | Sins of the past           | Peccati del passato       | 5 febbraio 2015  | 13 novembre 2015 |
| 14 | The End of the Mourning    | La fine del lutto         | 12 febbraio 2015 | 16 novembre 2015 |
| 15 | Forbidden                  | Proibito                  | 19 febbraio 2015 | 17 novembre 2015 |
| 16 | Tasting Revenge            | Un'amara degustazione     | 12 marzo 2015    | 18 novembre 2015 |
| 17 | Tempting Fate              | Un destino allettante     | 19 marzo 2015    | 19 novembre 2015 |
| 18 | Reversal Of Fortune        | Il rovescio della fortuna | 16 aprile 2015   | 20 novembre 2015 |
| 19 | Abandoned                  | Abbandonata               | 23 aprile 2015   | 23 novembre 2015 |
| 20 | Fugitive                   | Il fuggiasco              | 30 aprile 2015   | 24 novembre 2015 |
| 21 | The Siege                  | L'ultima possibilità      | 7 maggio 2015    | 25 novembre 2015 |
| 22 | Burn                       | Un atroce stratagemma     | 14 maggio 2015   | 26 novembre 2015 |

## La peste
- Titolo originale: The Plague
- Diretto da: Fred Gerber
- Scritto da: Laurie McCarthy

Francesco arriva nella dimora dove trova Lola con suo figlio, entrambi vivi, e decidono di lasciare la casa poiché lì un bambino si è ammalato di peste. Proseguendo lungo il tragitto incontrano Luigi di Condè, cuginastro di Francesco che offre loro un rifugio per la notte, e Lord Narcisse, uomo a detta del cugino spietato e assetato di potere, che rivela al nuovo re di volersi avviare a Nord dove la peste non è ancora arrivata, cosa che ha intenzione di fare anche Luigi, così Francesco gli chiede di portar Lola e il bambino con loro a Nord ma, all'ultimo momento, cambia idea e decide di riportarli con sé a corte. Intanto, alla corte di Francia, Maria e Caterina hanno allertato gli ospiti della peste che sembra però essersi già diffusa in meno di 12 ore dall'allerta, perciò le due sovrane cercano di non andare in panico e tenere la situazione sotto controllo ma, il numero delle vittime aumenta quando un loro ospite, Edoard Narcisse, avvelena l'acqua della famiglia Valonne per ripicca e induce la morte di altre persone, tra cui la figlia di Lord Castleroy che era lì ad aspettare Leith, il quale, però, non si è presentato su esplicita richiesta di Greer. Inoltre viene contagiato anche Pascal che viene poi ritrovato da Kenna, la quale non può far niente per aiutarlo e il bambino muore. Maria, con l'aiuto di Nostradamus, utilizza uno stratagemma per mettere fuori gioco per qualche tempo Caterina facendole credere di essere stata contagiata così da permettere alla regina di Scozia di punire l'ospite assassino rinchiudendolo nella cella con gli altri ospiti già contagiati dalla peste. 
- Ascolti USA:

## Preso e squartato
- Titolo originale: Drawn and Quartered
- Diretto da: Jeff Renfroe
- Scritto da: Wendy Riss Gatsiounis & Drew Lindo

Francesco torna a Corte e si ricongiunge con Maria, ma non è solo: con lui ci sono il cugino, Luigi I di Condè, e Lord Stephen Narcisse che chiede alla regina Caterina di vedere il corpo di suo figlio Edoard e qui scopre che il giovane è stato rinchiuso ingiustamente perciò chiede a Francesco di giustiziare Nostradamus, che gli ha diagnosticato la peste, e le guardie che lo hanno rinchiuso. Maria, in un colloquio privato con Lord Narcisse, scopre che lui sa perfettamente che ha architettato tutto da sola, ma vuole vendicarsi per impedirle di rimettersi contro lui e per vendicare suo figlio decidendo di giustiziare l'indomani i prigionieri. Intanto Bash fa delle ricerche per scoprire perché Lord Narcisse voleva uccidere Valonne e incontra una donna che lo avverte del possibile ritorno dei morti per la resa dei conti; quando torna poi alla corte, Francesco lo nomina vice re. Lord Castleroy piange la morte di sua figlia e se la prende con Leith per quello che ha detto a Greer, la quale cerca di incontrare il giovane per scusarsi suscitando la gelosia di Lord Castleroy che decide di andar via per qualche tempo. La mattina, prima di essere giustiziato, Nostradamus ha una conversazione con Caterina che non è affatto intenzionata ad aiutarlo ma, prima di andare al patibolo, Nostradamus le riferisce che Clarissa è ancora viva e che la profezia della morte di Francesco potrebbe comunque avverarsi. Maria e Francesco scoprono che Lord Narcisse e Valonne si erano appropriati dei soldi della Chiesa e che un cardinale li aveva scoperti ed era stato ucciso da Lord Narcisse; allora Francesco utilizza uno stratagemma per liberare Nostradamus all'ultimo minuto cedendo a Lord Narcisse le terre che aveva dato a Leith. Maria decide di incontrare Francesco nella stanza del bambino e gli chiede di dare il suo nome a suo figlio per evitare che sia trattato come illegittimo e mentre il neo padre lo sta cullando, una donna della servitù gli rivolge parole di odio che sembrano essere dovute al fatto che sia posseduta dall'anima di re Enrico.
- Ascolti USA:

## L'incoronazione
- Titolo originale: Coronation
- Diretto da: Holly Dale
- Scritto da: Harley Peyton

Bash indaga sull'uccisione di un uomo, la cui moglie cerca di entrare nelle grazie di Kenna vendendo alla coppia un terreno molto prezioso e minacciandola di uccidere il suo sposo se non cadranno le accuse, così Kenna decide di sabotare le prove per salvare la vita di Bash. Francesco cambia la balia che si occupa di suo figlio poiché preoccupato che sia posseduta, perciò si rivolge ad un uomo noto per parlare con gli spiriti e scopre che la donna è realmente posseduta dall'anima di re Enrico che è a conoscenza del fatto che sia stato proprio il suo giovane figlio ad ucciderlo. Lord Narcisse è deciso a vendicarsi dei nuovi regnanti di Francia impedendo l'arrivo del grano alla popolazione, così Francesco e Maria sono costretti a cercare altri offerenti che sono tutti minacciati da Narcisse, eccetto un Lord tedesco che, però, chiede in cambio il rilascio di prigionieri protestanti tedeschi che erano tenuti in ostaggio da re Enrico. Maria acconsente al rilascio, ma i prigionieri non si trovano nelle loro celle poiché Luigi I De Condè voleva barattarli per dei suoi amici presi in ostaggio proprio dalla Germania, così la regina di Scozia decide di aiutarlo a liberarli permettendo però all'amante di Condè di ritornare a casa da suo marito con i suoi figli. Con questo gesto, Francesco e Maria dimostrano a Narcisse di non aver bisogno del suo supporto, il quale cerca inutilmente la complicità di Caterina, dopodiché sono entrambi incoronati come Re e Regina di Francia.
Ascolti USA:

## Il battesimo
- Titolo originale: The lamb and the slaughter
- Diretto da: Sudz Sutherland
- Scritto da: Laurie McCarthy & Adele Lim

Greer resiste alla tentazione di stare con Leith e parte per andare da Lord Castleroy decisa a sposarlo, così i due passano la notte insieme. Bash e Luigi I di Condé indagano su un pastore aggredito e marchiato dai cavalieri neri. Durante i preparativi alla corte per il battesimo del figlio di Lola e Francesco, Maria riferisce a quest'ultimo di aspettarne uno anche lei ma, mentre parla con Luigi I di Condé, ha delle perdite di sangue e in seguito perde il bambino. Intanto Lola e Maria discutono dell'arrivo di Estelle, la donna che ha preso il parto della ragazza, che è arrivata a corte come moglie di Lord Narcisse ed ha chiesto aiuto alla giovane poiché si dice che le mogli del Lord siano tutte morte tragicamente. Così le due amiche aiutano la ragazza a fuggire, ma questa si butta da un dirupo in preda alla follia dicendo di vedere i suoi genitori morti che la richiamavano giù nel dirupo e qui Lola scopre che Lord Narcisse voleva solo proteggerla. Si celebra poi il battesimo del bambino, Giovanni Filippo, con madrina Maria, regina di Scozia.
- Ascolti USA:

## Occhio per occhio
- Titolo originale: Blood for blood
- Diretto da: Norma Bailey
- Scritto da: P.K.Simonds & Nancy Won

Arriva il giorno del matrimonio di Greer e Lord Castleroy, però Leith lo avvista nei pressi di un ritrovo di protestanti intento ad aiutare uno di loro, così decide di parlarne con Greer, la quale ne parla con Castleroy che le rivela di aver cambiato religione dopo la morte della figlia Yvette. La giovane, in dubbio sul da farsi, infine decide di stare con il suo sposo che le promette la stabilità che tanto desidera lasciando Leith deluso e amareggiato. Kenna e Lola trovano un diario in cui sono descritti i rapporti sessuali di una ragazza avuti con molti ignoti nobiluomini con tanto di voti e considerazioni, ma le ragazze sono interessate ad uno in particolare con una farfalla sul polso che si rivela essere Lord Narcisse, il quale, oltre ad essere considerato come il miglior nobiluomo a letto, sembra essere molto interessato a Lola. Intanto, alla Corte di Francia, Maria e Francesco discutono riguardo all'omicidio del nipote di Luigi I di Condè a causa degli uomini di Narcisse; infatti i due sono decisi a condannarli e processarli finché Francesco non scopre che la balia, che credeva posseduta da suo padre Re Enrico, era una bugiarda pagata da Lord Narcisse per incastrare Francesco e fargli confessare l'omicidio di suo padre. Così Lord Narcisse minaccia Francesco che si vede costretto a liberare i colpevoli e a mentire a Maria dicendole di essere deluso dall'aborto compromettendo il loro rapporto.
- Ascolti USA:

## Tre regine
- Titolo originale: Three Queens
- Diretto da: Steve DiMarco
- Scritto da: Doris Egan

Lola riceve una lettera in cui è scritto che i genitori la disconoscono e non le forniranno più alcun aiuto economico, così la ragazza decide di sfruttare la sua dote, ma il banchiere oppone resistenza e afferma di voler comunque mandare i soldi della dote in Ungheria, dai genitori di Lord Julien. Lord Narcisse viene a conoscenza della cosa e cerca di aiutare Lola che difficilmente si fida di lui, ma, alla fine, l'uomo le permette di riavere indietro la dote che le aveva promesso. Intanto, Maria decide di andare con Caterina in un paesino vicino, ma sono attaccate da rivoltosi e sono costrette a fuggire ritrovandosi in un locale dove arrivano due giovani che fingono di essere Re Francesco e Regina Maria mentre frodano i cittadini chiedendo loro dei soldi. Le due regine riescono ad incontrare la giovane terza regina da sola, la quale rivela di essere un'imbrogliona, ma non sa che il suo compagno è il responsabile di vari vandalismi nei confronti dei contadini. Si scopre però che non è lui l'artefice dell'inganno, ma la cugina di Maria, Elisabetta, che ha mandato una sua guardia che avverte i due finti regnanti della presenza di Caterina e Maria, dopodiché la guardia uccide lui e porta le tre regine nel bosco con l'intenzione di ucciderle, ma le due regine riescono a salvarsi mentre la giovane imbrogliona muore. Arrivano Francesco, Luigi e le truppe per salvarle e riportarle a corte, qui il giovane re dice a Maria di non poterle rivelare molto e che cercherà di risolvere comunque la situazione, ma la giovane regina non ne è convinta. 
- Ascolti USA:

## Il principe del sangue
- Titolo originale: The Prince of the Blood
- Diretto da: Deborah Chow
- Scritto da: Drew Lindo & Wendy Riss Gatsiounis

È tornata alla corte di Francia, dopo molto tempo, Claudia, figlia di Caterina ed Enrico, decisa a restare nella sua vera casa. Si dimostra molto gentile con tutti, eccetto con Kenna poiché è la moglie di Bash e, parlando con quest'ultimo, si scopre che i due avevano una relazione. In seguito a delle visioni però, Caterina le annuncia di volerla allontanare dalla corte. Greer rivela a Maria che lei e Lord Castleroy sono stati attaccati perché lui è protestante mentre Lord Narcisse minaccia Francesco per fargli firmare un documento in cui venivano perseguitati tutti i protestanti e favoriti invece i cattolici. Maria, contraria alla cosa, cerca con Luigi I di Condè di reclutare nobili protestanti affinché la legge non passi mentre Francesco, sapendo dei rapporti tra Lola e Narcisse, la incarica di andare a trovarlo e nascondere in casa sua un oggetto inglese datogli da Caterina che lo identifica come traditore della corona e gli permette di condannarlo, ma la ragazza viene a sapere dal Lord che Francesco ha ucciso suo padre e la recluterà per permettere la sua uccisione, così decide di non agire. Inoltre, Narcisse incontra nuovamente Lola alla corte e la giovane gli dice di non essere disposta a stare ai suoi perversi giochi, ma il Lord non le dà il tempo di finire che la bacia prendendosi, come conseguenza, uno schiaffo in pieno volto. Il giorno della firma della legge, Condè e alcuni nobili si schierano contro rimandando la firma e Maria si congratula con Condè che le dice di averlo fatto per lei, ma Narcisse, deciso a far firmare il re, lo ricatta e minaccia di mettere in mezzo anche Caterina e Maria che avevano tramato prima di lui per uccidere Enrico, così il giovane è costretto a firmare il contratto e Maria ha un'accesa discussione con lui dove le intima di andar via dalla Francia per ritornare in Scozia.
- Ascolti USA:

## Terrore della fede
- Titolo originale: Terror of the Faithful
- Diretto da: Charles Binamè
- Scritto da: Adele Lim & Melody Fox

Lola continua a non fidarsi di Lord Narcisse e scopre da Francesco che il Lord aveva minacciato, oltre lui e Maria, anche suo figlio, così la giovane affronta Narcisse che le rivela di aver trovato la lettera che, per sua fortuna, non lo ha incriminato e rimane deluso dal suo gesto. Caterina vuole che sua figlia Claudia sposi il figlio di un barone di Bovaria per allontanarla dal castello, ma la giovane si rifiuta e decide di seguire Narcisse, ormai libero da ogni legame con Lola, nelle sue stanze. Inoltre si scopre che le bambine che Caterina vede, sono le sue figlie, morte prematuramente per soffocamento causato proprio da sua figlia Claudia che si sentiva sola e priva di attenzioni. Intanto la Chiesa ha mandato degli inquisitori a punire i protestanti, così uno di loro decide di chiedere aiuto a Luigi I di Condè per parlare privatamente coi regnanti, ma, durante l'udienza, rivela di aver nascosto una bomba e, dopo una brutale tortura, rivela anche il luogo. Purtroppo si trattava di una trappola e l'uomo è ferito gravemente, così Francesco lo fa trasferire sotto la supervisione di Bash che, però, viene attaccato da estremisti che riferiscono al loro compagno che non c'è alcuna bomba dopodiché lo uccidono. Maria e Francesco, insieme a Luigi, decidono di andare in città dove trovano il corpo dell'uomo in questione appeso ad una croce sottosopra e, in quel momento, si scatena una rivolta popolare tra cattolici e protestanti. 
- Ascolti USA:

## Atti di guerra
- Titolo originale: Acts of War
- Diretto da: Fred Gerber
- Scritto da: Laurie McCarthy & Nancy Won

Bash cerca tutti coloro che Narcisse sta minacciando e corrompendo per spodestare Francesco dal trono mentre alla Corte di Francia si procede coi preparativi per una festa a cui parteciperanno anche i membri della servitù. Per calmare le acque, Maria chiede a Francesco di favorire l'unione tra sua sorella Claudia e Luigi I di Condè, i quali, inizialmente contrariati, accettano la cosa, soprattutto Claudia dopo le avances di Narcisse, così la sovrana di Scozia annuncia il fidanzamento la sera stessa alla festa, ma, subito dopo l'annuncio, Luigi, capito l'errore, decide di andare via lasciando una lettera per Maria e dicendo di volersi allontanare il più possibile da lei. Lord Castleroy rende partecipe Greer del progetto per costruire una scuola per i protestanti, ignari del fatto che quei soldi ceduti sono stati utilizzati diversamente: infatti, con quei soldi, sono stati pagati degli estremisti che, vestiti da guardie, sono entrati alla corte per uccidere Francesco che, in quel momento, era con Bash fuori dal castello, perciò incontrano solo Maria che viene violentemente stuprata da uno di loro e rivela la cosa a Caterina che cerca di aiutarla come può. Lord Narcisse incontra Lola a cui rivela le sue preoccupazioni per l'assalto degli estremisti e di sentirsi in colpa perché ha messo in pericolo anche la sua vita mentre, al ritorno di Francesco, Maria gli racconta l'accaduto e il giovane re si sente in colpa e soffocato dalle sue stesse menzogne. 
- Ascolti USA:

## Pietà
- Titolo originale: Mercy
- Diretto da: Rich Newey
- Scritto da: Wendy Riss Gatsiounis & Drew Lindo

Caterina è decisa a cacciare Claudia da corte per evitare che le sue defunte figlie si accaniscano su di lei, ma la ragazza non ha intenzione di allontanarsi così la madre è costretta ad avvelenarla, ma Bash nota lo stato della sorellastra e decide di soccorrerla sotto lo sguardo stupito di Kenna. Intanto Greer è preoccupata per Lord Castleroy e viene raggiunta da Leith che le intima di lasciare la corte, ma il Lord viene preso prima e rinchiuso con gli altri protestanti, perciò Leith decide di aiutarlo chiedendo a Francesco di liberarlo come favore tra amici dopodiché Greer dice a Castleroy che deve lasciare la corte, ma che lei resterà lì per la sua regina. Alla Corte, Francesco chiede a Bash di giustiziare alcuni protestanti ribelli catturati per essere interrogati e torturati per estorcere informazioni sugli stupratori di Maria mentre quest'ultima rivela alle sue damigelle di essere stata stuprata, così Lola, a causa dei sensi di colpa, va da Francesco per comunicargli il luogo in cui potrebbe nascondersi Narcisse che viene trovato e imprigionato nelle segrete. Maria vuole trovare i suoi stupratori così chiede aiuto a Condè senza rivelargli l'accaduto ma, quando arrivano nel luogo in questione, il ragazzo viene a sapere dello stupro e, prima che potesse reagire, la sovrana brucia il suo stupratore e chiede a Luigi di bruciare tutto uccidendo anche i complici dopodiché, una volta tornati alla corte di Francia, Maria dice a Francesco che il loro rapporto non sarà più lo stesso. Alla fine della giornata, una donna della servitù consegna a Maria la lettera che Condè voleva darle dove è scritto che il giovane non può sposare Claudia perché innamorato della sua stessa regina mentre, nelle stanze di Condè, è arrivato il fratello che aveva chiesto a Luigi di indagare su Francesco; inoltre, nelle stanze reali, Caterina riceve la visita del suo defunto marito Enrico.
- Ascolti USA:

## La fuga
- Titolo originale: Getaway
- Diretto da: Lynne Stopkewich
- Scritto da: Daniel Sinclair

Kenna indaga sullo stato di salute di Claudia sospettando che sua madre Caterina la stia avvelenando e infatti la giovane principessa si sente meglio ma, stanca di avere Kenna attorno, le rivela di aver avuto una relazione con Bash. In seguito Claudia chiede spiegazioni a Caterina che affronta l'argomento della morte delle gemelle riuscendo a riappacificarsi con sua figlia e mandare via le allucinazioni di Enrico e le figlie. Intanto Maria decide di andare alla seconda dimora reale, ma cambia idea quando la Chiesa manda il suo personale per indagare su Luigi I di Condè e il suo marchio, così, insieme a Greer e Leith ora capo delle guardie reali, come sua scorta privata, porta il giovane Lord alla dimora del fratello che ha organizzato una festa molto particolare, a cui Maria e Greer non partecipano mentre Luigi ha un rapporto con una donna per non pensare alla sovrana che, più tardi, gli rivela di aver letto la lettera. Il giorno dopo, arrivano gli uomini di Chiesa, ma Maria e Leith hanno già rimosso col fuoco il marchio e decidono di discutere la questione alla corte. Qui però Francesco ha risolto la situazione riuscendo a mandare via i membri della Chiesa e, quando Maria sta per andare a congratularsi con lui, lo trova a dormire sul letto con suo figlio e Lola.
- Ascolti USA:

## Bandita
- Titolo originale: Banished
- Diretto da: Larysa Kondracki
- Scritto da: Chelsey Lora

Bash viene incaricato dalla sorella Claudia di trovare il colpevole della morte delle gemelle, così il giovane scopre che quella sera la serva che accudiva le piccole è stata invitata nelle stanze private del re e, al suo ritorno, ha trovato le finestre aperte e le gemelle morte a causa del freddo ed ha perciò deciso di infilare dei fiori nelle loro gole per fingere che fosse stata una ripicca di Claudia. In seguito Bash scopre però che le finestre sono state aperte da sua madre, Diane che, gelosa delle varie relazioni del re con altre donne, ha deciso di vendicarsi lasciando al freddo le povere bambine, ma Caterina viene a sapere la cosa e si reca nelle stanze di Diane vendicandosi e uccidendola. Inoltre Bash scopre che Kenna aveva avvertito Caterina dell'intento di Diane di legittimare il figlio, il che sarebbe costato la vita sia a Bash che a sua madre, così, dopo una discussione con sua moglie, va via deluso e amareggiato. Intanto Greer, insieme a Leith, cerca di recuperare un libro su cui sono scritti tutti i versamenti di Lord Castleroy e che li accusa di aver finanziato gli estremisti, ma senza successo dato che vanno nelle mani di Maria che scopre tutto e decide di liberare l'amica facendola andar via dal castello senza un titolo, né denaro, né un luogo in cui stare. Alla Corte di Francia, Francesco non può ancora toccare Maria o stare con lei come una coppia,visto che lei afferma di non riuscire a stare vicino ad un uomo, ma il re la sorprende a parlare e toccare involontariamente Condè che disapprova ogni scelta fatta dal suo regnante e glielo dimostra invitando ad un duello che viene interrotto dalla sovrana. Perciò Maria chiede a Lola di avvicinarsi a lui per evitare fraintendimenti tra lei e Francesco e, nonostante l'incertezza dei due, ci provano. 
- Ascolti USA:

## Peccati del passato
- Titolo originale: Sins of the Past
- Diretto da: Deborah Chow
- Scritto da: Doris Egan & Melody Fox

Arriva a corte Antonio di Condè, fratello di Luigi, chiedendo ai sovrani dei soldi per i protestanti francesi che si sono rifugiati nelle sue terre, ma, mentre è a corte, vede Bash riconoscendolo come responsabile della morte di Marco, loro fratello, così si decide ad indagare avvicinandosi a Kenna che gli conferma la presenza del marito in Italia durante la battaglia a cui ha preso parte anche Marco e riceve un'ulteriore conferma dallo stesso Bash. Maria chiede a Luigi di aiutarla sorvegliando suo fratello, ma lui, indispettito, declina l'offerta perciò i sovrani chiedono esplicitamente ad Antonio del patto con l'Inghilterra e lui fa sapere che Elisabetta vuole fornirgli supporto espandendo l'impero inglese poiché convinta che Maria sia interessata ad eliminare i protestanti e quindi anche gli inglesi. Caterina ha un'allucinazione dove vede Francesco morire, perciò viene chiamato un medico che le diagnostica la sifilide e le dà una cura, ma Lord Narcisse, vedendola, crede che in verità sia stata avvelenata e i due scoprono infatti che la Bibbia di Enrico era cosparsa di veleno. Maria prova a dormire con Francesco, ma i suoi tentativi sono inutili, così chiede al marito di vivere separati e di trovarsi eventualmente un'amante. Intanto Lola riceve avances da Lord Narcisse che, alla festa d'inverno, ritrova tra le braccia di Claudia, così, su esplicito invito di Luigi, si concede un ballo con lui mentre Kenna e Bash si riappacificano.
- Ascolti USA:

## La fine del lutto
- Titolo originale: The End of the Mourning
- Diretto da: Nathaniel Goodman
- Scritto da: Laurie McCarthy & Nancy Won

Greer si stabilisce in un appartamento desolato con accanto una donna che si paga da vivere intrattenendo rapporti sessuali con gli ospiti della locanda e, quando finalmente la ragazza trova un lavoro come dama di corte, la giovane prostituta le fa perdere ogni occasione. È tornato a corte lo zio di Maria, il Lord di Guisa, intenzionato a recuperare il ruolo tanto ambito alla corte, così decide di corteggiare Caterina mettendo i bastoni tra le ruote a Narcisse. Intanto Francesco e Bash indagano sulla Bibbia avvelenata di Enrico e scoprono che dietro il complotto c'è la famiglia Borbone, perciò Maria convince Luigi a restare al castello e a non partire con Lola dicendogli di non essere a favore della loro relazione mentre Antonio di Borbone è intenzionato a vendicarsi dell'uccisione di Marcus. I sovrani organizzano quindi un banchetto a cui partecipano i due Borbone e qui Francesco accusa Luigi di aver cospirato contro Enrico finché non arriva Caterina, la quale, grazie a Lord Narcisse, ha scoperto che è stato il Duca di Guisa ad architettare il tutto, per questo viene colpito con delle frecce nella foresta. Antonio entra nella stanza di Luigi dove i due discutono sul fatto che sia stato proprio Antonio a provocare la morte di Enrico, ma è stato aiutato da un silenzioso Lord Narcisse interessato ad eliminare la concorrenza del Duca di Guisa. Mentre Francesco riprende l'abitudine di visitare suo figlio in presenza di Lola, a cui parla della possibile rottura nel legame con Maria, quest'ultima rivela a Luigi i suoi veri sentimenti dicendogli di non potergli offrire nulla in cambio e, per questo, di non poter stare con lui.
- Ascolti USA:

## Proibito
- Titolo originale: Forbidden
- Diretto da: Charles Binamé
- Scritto da: Laurie McCarthy & Nancy Won

Greer aiuta la sua nuova amica a racimolare soldi ad una festa aristocratica dove incontra altre due ragazze e, insieme, racimolano dei soldi per restare ancora alla locanda. Torna Maria di Guisa per il funerale del fratello e, visto che sta per morire, incita Maria a fare dei figli con Francesco mentre sgrida Lola per il suo comportamento e le lascia un bicchiere sul tavolo con dentro degli oppiacei che confondono la ragazza facendole fare brutta figura all'incontro con i genitori della futura fidanzata del figlio Giovanni e facendola cadere tra le braccia di Narcisse che, però decide di non approfittare del suo momento di debolezza. Il giorno dopo, Caterina parla con Francesco convincendolo ad avere un'eventuale relazione extraconiugale visto che Maria sembra essere interessata a far nascere un erede per la Scozia, così si concentra su Lola, la quale si scusa per il comportamento della sera prima. Intanto Antonio, re di Navarra, continua a fare delle avances a Kenna suscitando le ire di Bash; in seguito dice alla ragazza che sua moglie sta per morire e che ha intenzione di sposarsi tra un mese sperando che la sua futura moglie sia proprio la giovane Kenna. Maria parla a Luigi dei suoi sentimenti e del non volerli più nascondere proponendo al giovane di seguirla in Scozia, ma suo fratello Antonio lo informa del desiderio di Elisabetta di volere al suo fianco proprio il principe di Condè.
- Ascolti USA:

## Un'amara degustazione
- Titolo originale: Testing Revenge
- Diretto da: Lee Rose
- Scritto da: Drew Lindo

Mentre istruisce le sue amiche, Greer viene sorpresa dalla visita di Leith che vuole aiutarla come amico, ma poi la scopre a capo di un gruppo di donne di facili costumi e, anche se inizialmente ne rimane deluso, decide di non interessarsi più alla questione e di lasciarsi finalmente andare con lei. Kenna continua a ricevere le avances di Antonio a cui concede anche un bacio, ma, quando invita la moglie alla corte di Francia, si accorge che la malattia di cui tanto parlava il marito non è altro che una gravidanza e che, se avesse accettato di sposarlo, sarebbe diventata la favorita del re perciò la giovane rifiuta l'offerta. Tuttavia, il re di Navarra recapita la lettera di Kenna per sua moglie a Bash che chiede spiegazioni alla ragazza la quale gli parla della proposta del re e del fatto che stesse quasi accettando, così Bash decide di non restare ulteriormente lì. Alla corte di Francia, si organizza una festa a cui partecipano delle giovani aspiranti a diventare le favorite del re, ma Francesco non sembra essere propenso a stare con una donna che non sia sua moglie e, mentre Maria va via con Luigi con cui trascorre una notte di coccole, Francesco ha un rapporto con la nipote di Narcisse e qui decide di consentire alla moglie di avere la sua relazione col principe di Condè a patto che non abbiano figli e concentra la sua attenzione su Lola che però rifiuta le sue avances. Invece Luigi, dopo aver saputo da Maria che il sovrano ha approvato la sua relazione, dubita del fatto che la sovrana voglia tornare in Scozia per regnare e prende contatto con un uomo vicino ad Elisabetta.
- Ascolti USA:

## Un destino allettante
- Titolo originale: Tempting Fate
- Diretto da: Sudz Sutherland
- Scritto da: Lisa Randolph

Greer e Leith passano del tempo insieme come due innamorati finché il giovane non le propone di sposarsi, ma la ragazza non può essendo già sposata e, per annullare il matrimonio, è necessario chiedere il consenso della Chiesa, così Leith, dopo aver chiesto aiuto a Francesco senza successo, si reca dall'ambasciatore della Chiesa. Bash, ancora nervoso per la faccenda del re di Navarra, si allontana da Kenna per svolgere delle indagini, però viene trafitto mortalmente da un uomo che si era inimicato e viene soccorso da Delphine, la donna capace di guarire ferite mortali, la quale gli dice di non essere una suora e che se lo guarisse dovrebbe pagare un prezzo, ma Bash, incurante delle conseguenze, acconsente. Francesco cerca di nascondere a sua madre e Bash la relazione tra Maria e Condè mentre quest'ultimo, dopo aver saputo della morte dell'uomo fedele a Maria, rivela alla regina del piano di sposare Elisabetta così la giovane sovrana, anche se un po' indispettita, decide di usare uno stratagemma per estorcere all'uomo di Elisabetta il nome del luogo più sicuro in Scozia in modo da tornare in patria sbarcando proprio in quella città. Però, l'uomo fedele a Maria, è morto per mano di un uomo di Narcisse, il quale viene a sapere del piano di Maria e lo rivela a Caterina che si reca immediatamente nella stanza di Francesco per riferirglielo quando il re si sente male e sviene. Caterina, presa dal panico, capisce che la profezia di Nostradamus si sta avverando e Narcisse la consola baciandola appassionatamente e, allo stesso tempo, anche Maria e Luigi sono andati a letto insieme intensamente. Intanto, mentre i domestici stanno adagiando il capo di Francesco sul cuscino, si vede uscirgli del sangue dall'orecchio.
- Ascolti USA:

## Il rovescio della fortuna
- Titolo originale: Reversal of Fortune
- Diretto da: Anne Wheeler
- Scritto da: Drew Lindo & Wendy Riss Gatsiounis

Leith, per sposare Greer, accetta di riscuotere denaro da persone indebitate con la Chiesa, ma porta con sé Claudia che si ritrova a casa di Greer dove è stata organizzata una festa con gente d'alta aristocrazia. Bash viene curato da Delphine e decide di andare a cercare il suo aggressore che viene giustiziato dinanzi alla folla, ma, oltre a lui, c'è Clarissa che è stata considerata una strega dalla popolazione, però Bash decide di risparmiarla e lasciarla stare per un po' da Delphine. Tuttavia, quando torna a corte, scopre da Maria del malessere di Francesco e che probabilmente morirà, così decide di avvelenare Clarissa facendola morire per lasciar vivere Francesco. Intanto Maria viene a sapere delle condizioni di Francesco e anche che la Scozia è sotto attacco dei protestanti e chiede a Narcisse di mandare le sue truppe, ma l'uomo fa il doppio gioco e chiede al generale sotto il suo comando di cambiare rotta. Fortunatamente, la giovane sovrana viene informata da Kenna, uscita per cercare il marito, che ha invece incontrato il generale in questione non molto lontano da lì, così capiscono che è stata un'idea di Narcisse e Caterina che, essendo contrari ad aiutare Maria, vogliono rallentarli. Durante la notte, Francesco si risveglia e si riprende disponendo delle truppe che vadano in Scozia ad aiutare gli alleati, contrariamente a quanto pensava Caterina, ma il giovane re dice a Maria che può fare ciò che preferisce, può andar via e può restare, perciò la giovane regnante, a malincuore, riferisce a Luigi la sua decisione di restare ancora alla Corte di Francia.
- Ascolti USA:

## Abbandonata
- Titolo originale: Abandoned
- Diretto da: Deborah Chow
- Scritto da: Nancy Won & Robert D. Doty

Greer mostra a Lola e Kenna la sua nuova abitazione rivelando loro di essere una maitresse e invitandole a venire per la festa che si sarebbe svolta in serata. Qui, Kenna, essendo completamente ignorata da Bash che intrattiene il suo tempo nel bosco, probabilmente con Delphine, incontra il generale di cui sembra essere interessata che, in seguito, a corte, le fa delle avances mentre Lola decide di uscire fuori dove incontra Narcisse che si dimostra ancora interessato a lei, il tutto sotto lo sguardo di una guardia reale che riferisce la cosa a Caterina. Intanto sono stati rapiti dei bambini in una chiesa e Narcisse ha sfruttato la cosa a suo vantaggio esponendo lo stemma di Luigi I di Condè sulle loro armature facendo credere che sia tutta opera del giovane Borbone, così Francesco invia Bash e le truppe che inizialmente non riescono a salvare i bambini, ma, grazie all'intervento del generale fedele a Narcisse, riescono a liberare i bambini e ad uccidere i protestanti. Luigi torna in Francia da Maria, ma ora che i lord credono che stia complottando contro la corona, vuole andare in Scozia con Maria che rifiuta l'offerta, perciò decide di partire quando viene fermato da un ambasciatore di Elisabetta che lo informa del desiderio della donna di convolare a nozze con lui quella sera così decide di sposarsi. Tuttavia il gesto non passa inosservato e Caterina viene a sapere della cosa ordinando di bruciare la dimora dove Luigi è convolato a nozze annullandole e portando Luigi alla fuga per aver tradito Maria e la Francia, dopodiché Francesco informa Maria che gli annuncia di aver rotto con Luigi e di aver deciso di restare in Francia, ma il re teme una rivendicazione del trono da parte di Luigi o di Elisabetta, ormai nemici della Francia. 
- Ascolti USA:

## Il fuggiasco
- Titolo originale: Fugitive
- Diretto da: Norma Bailey
- Scritto da: Doris Egan & Daniel Sinclair

Leith viene incaricato di rubare una spada alla famiglia Valois, ma viene beccato da Claudia che lo costringe ad accompagnarla da un suo spasimante che, però, rifiuta la proposta di trasferirsi alla Corte di Francia, così la giovane principessa si accanisce contro Leith che le spiega di voler rubare la spada per pagare l'annullamento del matrimonio di Greer. Perciò Claudia gli dona i suoi orecchini e Leith li vende ricavandoci i soldi per l'annullamento, ma Greer guarda al suo futuro e non ha intenzione di lasciare l'attività di maitresse per sposarlo, quindi rifiuta la proposta. Mentre Kenna decide di cedere alle avances del generale, Lola discute con Narcisse che vuole ferirla per conquistare la fiducia di Caterina. Intanto Luigi I di Condè è in fuga, ma decide di incontrare Maria che gli dice addio aiutandolo un'ultima volta a fuggire, ma viene scoperto dal generale che lo imprigiona per poterlo poi giustiziare. Tuttavia, viene liberato e Francesco crede sia stata Maria ad orchestrare il tutto, ma in realtà lo hanno liberato gli uomini di Elisabetta che è ancora più determinata a sposare il principe di Condè, ma ad una sola condizione, ovvero quella di attaccare il re con gli uomini fedeli a Condè e ad Elisabetta per rivendicare il trono di Francia così da permettere a Luigi di diventare il nuovo re francese.
- Ascolti USA:

## L'ultima possibilità
- Titolo originale: The Siege
- Diretto da: Andy Mikita
- Scritto da: Adele Lim & Lisa Randolph

Greer rivede Leith dopo molte settimane ma il ragazzo continua ad evitarla adempiendo agli ordini di Caterina e proteggendo Claudia anche durante l'assalto alla corte facendola rifugiare nei sotterranei dove la informa che non sposerà Greer ma, mentre lo fa, la principessa vede un uomo mostruoso alle spalle di Leith che si dilegua immediatamente. Kenna continua la sua relazione col generale Renaude mentre Bash porta Delphine a corte dove la giovane Kenna chiede di divorziare per stare con il suo amato e Delphine pensa al futuro con Bash, ma il ragazzo frena i suoi entusiasmi così la donna ha un rapporto con un ragazzo a cui dà le sembianze di Bash. Lola deve abbandonare il castello, ma Narcisse deve restare per volere di Caterina, così va a trovare la ragazza e la saluta baciandola, tuttavia una donna della servitù li vede ed informa Caterina che si vendica uccidendo il cavallo di Narcisse e facendoglielo mangiare per cena. Luigi minaccia il generale Renaude di uccidere suo figlio se non attacca il re, ma l'offensiva va male, tuttavia il principe di Condè ha richiamato truppe per attaccare Francesco e spodestarlo dal trono senza ferire Maria che stava per essere catturata dalle sue truppe. Il re intrattiene una conversazione con il Borbone che lo informa del mancato appoggio nella battaglia da parte del re di Spagna e che attaccheranno all'alba, così Maria esce di nascosto dal castello per vedere Condè e fargli un annuncio: è incinta del figlio di Luigi e teme ripercussioni da Francesco.
- Ascolti USA:

## Un atroce stratagemma
- Titolo originale: Burn
- Diretto da: Fred Gerber
- Scritto da: Laurie McCarthy & Nancy Won

Kenna vede giustiziare Renaude e si riavvicina a Bash che è preoccupato per le voci che girano su Delphine che gli comunica che sua moglie si è riavvicinata perché è incinta del figlio di Renaude e, quando Bash chiede spiegazioni, la ragazza conferma la gravidanza così decide di lasciarla e tornare con Delphine che viene però dichiarata eretica e fa un incantesimo sul ragazzo a cui risulta essere legata dopodiché fugge nella foresta scampando al rogo mentre Kenna lascia la Corte di Francia per andare in Svezia. Luigi vuole proteggere Maria e il bambino perciò ordina di attaccare con le armi pesanti, ma delle ragazze si aggirano per gli accampamenti delle sue truppe avvertendoli della peste così Luigi capisce che è stata Maria a inventare la farsa e quando la raggiunge, lei lo pugnala allo stomaco e chiama i rinforzi per soccorrerlo. Intanto Francesco, grazie a Bash, nota che le truppe sono in allerta e decide di attaccarli e, quando arriva all'accampamento di Condè, lo trova steso a terra ferito perciò lo rinchiude nei sotterranei pronto, se necessario, a tenerlo lì a vita. Tuttavia viene a sapere che Lola e suo figlio sono stati rapiti e probabilmente il piccolo è morto, così, disperato, va dal principe di Condè e gli annuncia che sarà giustiziato all'alba, ma un servitore di Elisabetta si intrufola nelle segrete liberandolo e facendolo scappare. Narcisse si offre volontario di cercare Lola e scopre che la ragazza sta bene e il bambino è ancora vivo perciò sospetta immediatamente di Caterina che aveva intenzione di giustiziare subito il principe Borbone. Quando Francesco viene a sapere del complotto, grazie a Maria, ripudia sua madre e la priva di ogni suo avere dopodiché la esilia dalla Francia con effetto immediato e, in seguito, fa pace con Maria e i due consumano, ma il re è preoccupato così si reca in un monastero dove incontra Nostradamus a cui riferisce che le sue condizioni stanno peggiorando e che probabilmente sta morendo mentre, in Inghilterra, Elisabetta ha trovato in Caterina una nuova alleata contro Maria Stuarda, Regina di Scozia. 
- Ascolti USA: